# Farhang Khosro Panah
Farhang Khosro Panah (pers. فرهنگ خسرو پناه) – irański strzelec, olimpijczyk.
Brał udział w Letnich Igrzyskach Olimpijskich 1948 (Londyn); startował w dwóch konkurencjach indywidualnych, w których zajmował miejsca pod koniec stawki.

## Wyniki olimpijskie
| Igrzyska | Konkurencja                          | Wynik | Miejsce    | Źródło |
| -------- | ------------------------------------ | --- | ---------- | ------ |
| IO 1948  | Karabin dowolny, trzy postawy, 300 m | 472 punkty W pozycji leżącej – 180 punktów W pozycji klęczącej – 186 punktów W pozycji stojącej – 106 punktów | 36 (na 36) | [ 1 ]  |
| IO 1948  | Karabin małokalibrowy leżąc, 50 m    | 545 punktów (88-90-88-94-92-93)                                                                               | 69 (na 71) | [ 2 ]  |